# Уотфорд (футбольный клуб)
«Уо́тфорд» (полное название — Футбольный клуб «Уотфорд», англ. Watford Football Club, английское произношение: [ˈwɒtfərd 'futbɔ:l klʌb]) — английский профессиональный футбольный клуб из одноимённого города, графства Хартфордшир, Восточная Англия. Был основан в 1881 году под названием «Уотфорд Роверс» (Watford Rovers).
Выступает в Чемпионшипе, втором по значимости дивизионе в системе футбольных лиг Англии.
Высшими достижениями клуба являются 2-е место в высшем английском дивизионе в сезоне 1982/83 и финал Кубка Англии сезона 1983/84 и 2018/2019.
Домашним стадионом «Уотфорда» с 1922 года является «Викаридж Роуд».

## История

### Ранние годы
Клуб «Уотфорд Роверс» был основан в 1881 году Генри Гроверэндом, который играл в команде на позиции защитника. Команда, поначалу состоявшая из игроков-любителей, не имела своего стадиона и играла в различных местах Уотфорда. Впервые клуб принял участие в Кубке Англии в сезоне 1886/87, а уже в 1889 году команда праздновала победу в Кубке Хартфордшира. Команда становится футбольным отделом Спортивного клуба западного Хартфордшира в 1890 году и переезжает на стадион Кассио Роад. Клуб переименовывается в Западный Хартфордшир в 1893 году. Роверс присоединяются к Южной лиге в 1896 году, и начинает платить футболистам начиная с 1897 года, то есть становится профессиональным клубом. Западный Хартфордшир объединился со своим местным конкурентом Уотфорд Сэнт Мэри в 1898 году, объединённая команда стала называться «Уотфорд».
После выбывания во второй дивизион Южной лиги в 1903 году, «Уотфорд» назначил своего первого главного тренера — бывшего игрока сборной Англии и лучшего бомбардира Первого дивизиона Джона Гудолла. Он привёл «Уотфорд» к повышению, и успешно выступал с клубом в первом дивизионе Южной лиги вплоть до своего ухода в 1910 году. Несмотря на финансовые сложности, команда смогла выиграть титул чемпиона Южной лиги в сезоне 1914/15. Команда носила этот титул в течение 5 лет, так как соревнования не проводились из-за Первой Мировой Войны. После возобновления соревнований в сезоне 1919/20, команда занимает второе место, проиграв победителю, «Портсмуту», только по разнице забитых и пропущенных мячей, и выходит из Южной лиги, чтобы присоединиться к новому Третьему дивизиону Футбольной лиги.
Начиная с сезона 1921/22, третий уровень футбольной лиги состоял из двух параллельных дивизионов по 22 клуба в каждом. Система перевыборов в футбольную лигу означала, что худшие два клуба из каждого дивизиона третьего уровня по итогам чемпионата попадали в список переизбираемых клубов. «Уотфорд» ни разу не попадал в топ 6 команд лиги в период между 1922 и 1934 годами, а в сезоне 1926/27 клуб финишировал на предпоследнем месте, но был единогласно переизбран в футбольную лигу. В годы перед Второй Мировой Войной, вплоть до сезона 1938/39, Уотфорд смог подняться в элиту клубов третьего южного дивизиона, свидетельством чему было пять раз подряд завоёванное место в топ шесть лиги, а также победа в Кубке Третьего южного дивизиона в 1937 году.

### Послевоенная эра
Уотфорд возобновил соревнования в Третьем южном дивизионе в 1946 году после окончания войны. Финиш на 23 месте в таблице в сезоне 1950/51 поставил клуб перед процедурой перевыборов в футбольную лигу, однако опять единогласно клубу было позволено выступать в футбольной лиге и дальше. В сезоне 1958/59 система футбольных лиг в Англии была реорганизована, и Уотфорд в результате стал выступать в Четвёртом дивизионе Футбольной лиги. В следующем сезоне, под руководством Рона Бёрджесса, Уотфорд совершает свой первый в истории промоушен в Футбольной лиге. В той команде играл лучший бомбардир Четвёртого дивизиона Клифф Холтон, который забил за сезон рекордные для клуба 42 гола в чемпионате за сезон. В следующем сезоне Холтон, забивший ещё 34 мяча за «Уотфорд», к неудовлетворению фанатов клуба, был продан в Нортгемптон.
За всё время своего существования клуб звёзд с неба не хватал. Исключением стали 1980-е годы. В 1976 году председателем и директором клуба стал Элтон Джон. Тогда «шершни», как называют игроков «Уотфорда» за красно-желто-черную расцветку формы, вышли в финал Кубка Англии и стали вторыми в чемпионате страны. Ключевым решением Элтона Джона оказалось назначение главным тренером Грэма Тейлора. Будущий наставник сборной Англии был ещё молодым специалистом, и работа в «Уотфорде» стала для него боевым крещением. Тэйлор блестяще справился с поставленной перед ним задачей, в течение пяти лет подняв «шершней» из глубин на самую вершину: после двух стартовых туров чемпионата Англии 1982/1983 они возглавили таблицу. И пусть «шершням» не удалось завоевать титул чемпионов Англии, их второе место было признано потрясающим достижением. На следующий год команда добралась до финала Кубка Англии, а в Кубке УЕФА — до стадии 1/8 финала.
В сезоне 2019/20 клуб боролся за выживание в Премьер-лиге. 20 июля 2020 года было объявлено об увольнении третьего главного тренера за сезон. В последнем туре «Уотфорд» проиграл «Арсеналу» со счётом 3:2 и выбыл из Премьер-лиги в Чемпионшип, заняв 19-е место.
В сезоне 2020/21 «Уотфорд» (занявший 2-место) вместе с «Норвич Сити» (1-место) обеспечил себе досрочный выход в Премьер-лигу, позволив её командам получить 83 млн фунтов стерлингов за счёт экономии выделенных сезоном ранее на три года «парашютных» выплатах для выбывших команд.

## Противостояние с «Лутон Таун»
Главным соперником для поклонников «Уотфорда» является расположенный в соседнем Бедфордшире футбольный клуб «Лутон Таун». С 1900 по 1920 годы команды регулярно играли в Южной лиге, после чего встречались уже в футбольной лиге вплоть до 1937 года. До 1963 года «Уотфорд» пребывал в более низших дивизионах, чем его соперник.
В 1960-х и 1970-х годах команды периодически встречались друг с другом, и в этот период градус противостояния между ними возрос. Так, на матче 1969 года с игрового поля были удалены сразу три игрока. В сезоне 1981/82 оба клуба завоевали право выхода в высший дивизион, при этом «шляпники» ещё и завоевали чемпионский титул Второго дивизиона. Обе команды вместе и покинули этот дивизион в сезоне 1995/96, когда «Уотфорд» занял 23-е место, а «Лутон Таун» — 24-е. Выбывание «шершней» из Второго дивизиона в сезоне 1997/98 года стало причиной отсутствия новых дерби (за исключением отмеченного насилием матча в Кубке Футбольной лиги сезона 2002/03) вплоть до января 2006 года, когда «Уотфорд» победил «Лутон Таун» на «Кенилуэрт Роуд» со счётом 2:1. Последний на сегодня матч между клубами прошёл 1 апреля 2023 года и завершился 0:2, благодаря чему «шляпники» получили право на участие в плей-офф и смогли выйти в Премьер-лигу.
Игровая статистика учётом игр в Футбольной лиге и кубковых турнирах: «Лутон» — 41 победа, «Уотфорд» — 29 побед и 25 ничьих. Статистика учитывает матчи после присоединения «Уотфорда» к Футбольной лиге в 1920 году, из-за чего его у «Лутона» 37 побед, у «Уотфорда» — 29, число ничьих составляет 22.
Противостояние команд описано в книге Дуги Бримсона «Куда бы мы ни ехали».

## Достижения
- Первый дивизион
  - Второе место: 1982/83
- Чемпионшип Футбольной лиги
  - Второе место: 2014/15 и 2020/21
- Кубок Англии
  - Финалист: 1983/84, 2018/19
- Кубок УЕФА
  - 1/8 финала: 1983/1984

## Символика

### Форма
Ниже представлены комплекты форм «Уотфорда» с 2011.

#### Домашняя
| 2011/12 | 2012/13 | 2013/14 | 2014/15 | 2015/16 | 2016/17 | 2017/18 | 2018/19 | 2019/20 | 2020/21 | 2021/22 |
| 2022/23 | 2023/24 | 2024/25 |         |         |         |         |         |         |         |         |

#### Гостевая
| 2011/12 | 2012/13 | 2013/14 | 2014/15 | 2015/16 | 2016/17 | 2017/18 | 2018/19 | 2019/20 | 2020/21 | 2021/22 |
| 2022/23 | 2023/24 | 2024/25 |         |         |         |         |         |         |         |         |

#### Резервная
| 2020/21 | 2021/22 | 2022/23 | 2023/24 | 2024/25 |

## Текущий состав

### Основной состав
| № |           | Поз. | Имя                      | Год рождения |
| - | --------- | ---- | ------------------------ | ------------ |
| 1 | Австрия   | Вр   | Даниель Бахман (капитан) | 1994         |
| 2 | Англия    | Защ  | Джереми Нгакиа           | 2000         |
| 3 | Чили      | Защ  | Франсиско Сьерральта     | 1997         |
| 4 | Камерун   | Защ  | Кевен Кебен              | 2004         |
| 5 | Шотландия | Защ  | Райан Портеус            | 1999         |
| 6 | Англия    | Защ  | Мэтти Поллок             | 2001         |
| 7 | Англия    | Нап  | Том Инс                  | 1992         |
| 8 | Грузия    | ПЗ   | Георгий Чакветадзе       | 1999         |
| 9 | Дания     | Нап  | Милета Райович           | 1999         |

| №  |                                  | Поз. | Имя             | Год рождения |
| -- | -------------------------------- | ---- | --------------- | ------------ |
| 10 | Франция                          | ПЗ   | Имран Луза      | 1999         |
| 11 | Ирландия                         | ПЗ   | Рокко Вата      | 2005         |
| 14 | Бельгия                          | ПЗ   | Пьер Двомо      | 2004         |
| 19 | Кот-д’Ивуар                      | Нап  | Вакун Байо      | 1997         |
| 24 | Нигерия                          | ПЗ   | Том Деле-Баширу | 1999         |
| 28 | Нигерия                          | Нап  | Самуэль Калу    | 1997         |
| 39 | Демократическая Республика Конго | ПЗ   | Эдо Кайембе     | 1998         |
| 42 | Англия                           | Защ  | Джеймс Моррис   | 2001         |
| 45 | Англия                           | Защ  | Райан Эндрюс    | 2004         |